# Military payment certificate

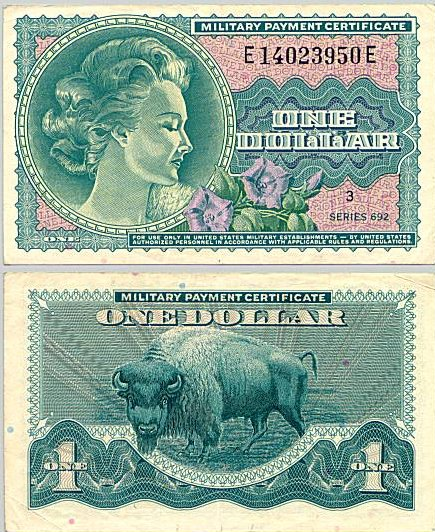
Banknot jednodolarowy z wojny wietnamskiej

Military payment certificate (MPC) – amerykańska nazwa pieniądza zastępczego, emitowanego w latach 1946-1973 dla potrzeb Sił Zbrojnych Stanów Zjednoczonych.
Pieniądz ten był m.in. wypłacany żołnierzom amerykańskim w wojnie wietnamskiej, aby prawdziwe dolary nie wpadły w ręce wroga.